# Aaron Dismuke
Aaron Mitchell Dismuke (nacido el 13 de octubre de 1992) es un actor, director de doblaje y guionista estadounidense basado en Dallas, Texas que trabaja para Funimation. Es conocido por su papel como Alphonse Elric en el doblaje de inglés de Fullmetal Alchemist, a quien lo ha doblado cuando tenía 12 años. También es conocido por su trabajo como director para los doblajes al inglés de Nanbaka, Shomin Sample, Tsugumomo, Cheer Boys!! y Luck & Logic.
Desde entonces ha doblado a muchos personajes de anime, en su mayoría doblados por Funimation.

## Biografía
Dismuke comenzó como un niño pequeño. Su primo, actor de voz y director Justin Cook, lo ayudó a obtener su primer papel. Comenzó su carrera como actor de voz a los nueve años, donde dobló a Hiro Sohma y el joven Akito Sohma en Fruits Basket.
Cuando tenía doce años, se le dio su primer papel principal como Alphonse Elric en Fullmetal Alchemist. En Fullmetal Alchemist: Brotherhood, su papel de Alphonse Elric fue reemplazado por Maxey Whitehead debido a la pubertad, pero regresa para repetir su papel en la película de acción en vivo en Netflix. También es la voz del joven Van Hohenheim, el padre de los hermanos Elric en Fullmetal Alchemist: Brotherhood.
También es la voz de muchos personajes como Chihiro Furuya en Sankarea, Lucifer en Hataraku Maō-sama!, Arslan en Arslan Senki, Twelve en Terror en resonancia, Shun Asanaga en Endride, Hayashi en Gamer en Rehabilitación, Leonardo Watch en Kekkai Sensen y Van Fanel en Tenkū no Escaflowne.
En 2016, fue elegido para hacer la voz de Oscar Pine en la serie animada RWBY de Rooster Teeth. En 2017, fue elegido como Yukiya Naruse de Code Geass: Akito the Exiled. En 2018, también fue elegido como Tamaki Amajiki de My Hero Academia.

## Filmografía

### Series Animadas
| Año           | Título | Papel      | Notas | Fuente |
| ------------- | ------ | ---------- | ----- | ------ |
| 2016–presente | RWBY   | Oscar Pine |       | [ 5 ]  |

### Televisión
| Año  | Título        | Papel                | Notas     | Fuente |
| ---- | ------------- | -------------------- | --------- | ------ |
| 2017 | CONfessionals | Liam                 | Eps. 2, 4 |        |
| 2019 | XV Anthology  | Transmisión de radio | Ep. 1     |        |